# Ion Haiduc
Ion Haiduc (n. 3 decembrie 1947, Oradea) este un actor român de teatru și film. A jucat în filme ca Privește înainte cu mânie (1993), 15 (2005), Amen. (2002), Cauză și efect 3 (2003) sau Bloodlust: Subspecies III (1994).

## Biografie
În 1969, a absolvit Institutul de Artă Teatrală și Cinematografică I.L. Caragiale din București, Facultatea de Teatru, specializarea Actorie, la clasa profesorului George Dem. Loghin.

## Filmografie
- Pădureanca (1987)
- Cale liberă (1987)
- Flăcări pe comori (1988)
- Rochia albă de dantelă (1989)
- Vînătoarea de lilieci (1991) - Pavel
- Divorț... din dragoste (1992)
- Privește înainte cu mînie (1993) - Pașcu, prietenul lui Ciugudean
- Omul zilei (1997)
- Pup-o, mă! No... sau Vârsta Bărbatului Neînflorit (2023) - Clarvăzător
- Pup-o, mă! 3: Înfruntarea bacilor (2022) - Clarvăzător
- Vlad (2019) - tatăl lui Adrian
- Soțul păcălit (2016)
- Vizitatorul (2016) - Felix
- Cel Ales (2015) - dr. Molnar
- Vineri seară (2014) - Amza
- Ultimul strigăt al balaurului (2013) - Amza
- Gun of the Black Sun (2011) - profesorul Dragoș
- La bani, la cap, la oase(2010) - Crănescu zis "Oase"
- Narcisa Sălbatică (2010) - Octavian
- Clopotul (2009) - turnător
- Regina (2009) - Don Clemente
- Fetele marinarului (2009)
- Ghouls (2008) - Bogdan
- Un caz de dispariție (2005)
- 15 (2005) - Directorul
- Le domaine perdu (2005)
- Michelangelo Superstar (2005)
- Buricul pământului (2005) - Man with goat
- My Name Is Modesty: A Modesty Blaise Adventure (2004) - High Roller
- Regina războinică (2003)
- Dulcea saună a morții (2003) - Buzatul
- Cauză și efect 3 (2003) - Moustache
- Amen. (2002) - Controlor
- Valsul lebedelor (2002)
- Train Quest (2001) - Conductor
- Cod necunoscut (2000) - Man in Squat
- Manipularea (2000)
- Aliens in the Wild, Wild West (1999) - Prophet
- Orașul fantomă (1999) - Cowboy
- Ceasornicarul (1998) - Penny Pitcher
- Subspecies 4: Bloodstorm (direct pe video, 1998) - Locotenentul Marin
- Regatul secret (1998) - Stitch
- Orașul în miniatură (1998) - Șofer de camion
- Aerisirea (1997)
- Nekro (1997)
- Magic in the Mirror: Fowl Play (1996) - Dabble
- Spellbreaker: Secret of the Leprechauns (direct pe video, 1996) - vrăjitor
- Ultima suflare (1995) - Foreman
- Leapin' Leprechauns! (direct pe video, 1995) - vrăjitor
- Bloodlust: Subspecies III (direct pe video, 1994) - Locotenentul Marin
- Dark Angel: The Ascent (1994) - Hoț
- Trancers 4: Jack of Swords (1994)
- Trancers 5: Sudden Deth (1994) - Angelo
- Bloodstone: Subspecies II (direct pe video, 1993) - Locotenentul Marin
- Doi haiduci și o crâșmăriță (1993)
- Mandroid (1993) - The Mute
- Prințul negru (1988)
- Băieți buni (2005) - Pădurarul
- Apostolul Bologa (2018) - Vidor

Iubiri Secrete (2014) - Pardalian

## Teatru
Din 1990, a interpretat numeroase roluri la teatrul Notarra.
- R.U.R. de Karel Čapek
- Ciocârlia de Jean Anouilh
- Meșterul Manole de Valeriu Anania

- Salonul nr.6 - ca Nikita (teatru TV)[3]

- Henrik al IV-lea de Luigi Pirandello, regia: Dominic Dembinski; ca Doctorul
- Amooor de M. Shisgall; ca Harry
- Transfer de personalitate de Dumitru Solomon, regia: Mircea Cornișteanu;
- Așteptându-l pe Godot de Samuel Beckett, regia: Dominic Dembinski; ca Estragon
- Avarul de Molière, regia: Mircea Cornișteanu;
- Îngrijitorul de Harold Pinter, regia: C. Rădoacă; ca Mike
- Prințul Negru de Iris Murdoch, regia: Cornel Todea; ca Doctorul
- Soțul păcălit de Molière; ca George Dandin
- Larry Thompson, Tragedia unei tinereți sau Show must go on de Dusan Kovacevic; ca Drăgan Năsoi, Boian Năsoi și Oliver Năsoi
- Război și pace, adaptare după romanul Lev Tolstoi, regia: Petre Bokor;
- Capul de rățoi de George Ciprian, regia: Răzvan Dincă;
- Petrecere într-un pian cu coadă, regia: Alexandru Repan; ca Mondialu
- Moștenirea lui Cadâr, regia: Tania Filip;
- Miresele căpitanului de Larry Gelbart, regia: Petre Bokor; ca Xenex
- Richard al III-lea nu se mai face de Matei Vișniec, regia: Michel Vivier (2005); ca Richard al III-lea
- Platonov de A.P. Cehov, regia: Vlad Massaci (2008);
- Blues de Arthur Miller, regia: Petre Bokor (2008): ca Generalul Felix Barieux.